# Affaire Bibbiano
 (août 2019).
Le texte peut changer fréquemment, n’est peut-être pas à jour et peut manquer de recul. 
Le titre et la description de l'acte concerné reposent sur la qualification juridique retenue lors de la rédaction de l'article et peuvent évoluer en même temps que celle-ci.
L’affaire Bibbiano désigne le scandale médiatique et judiciaire italien concernant des abus sexuels sur mineurs s’étant déroulés dans la commune de Bibbiano et révélés en 2019. L’enquête aboutit à l'interpellation, le 27 juin 2019, de 18 personnes dont des médecins, des travailleurs sociaux et des personnalités politiques du Parti démocrate,  soupçonnées d’avoir manipulé des enfants pour les soustraire à leurs parents et les vendre à des familles d’accueil, dont certaines les auraient abusés sexuellement.

## Accusations
Le 27 juin, les officiers de police de Reggio d'Émilie ont assigné à résidence six personnes et ont notifié des mesures de précaution à dix autres personnes dans le cadre d'une enquête sur le trafic présumé d'enfants dans la municipalité de Bibbiano. L'enquête, intitulée « Anges et Démons », concerne un prétendu système illicite de gestion de mineurs en placement familial qui aurait favorisé la manipulation des témoignages d'enfants par des travailleurs sociaux et des psychologues. Dans l'ordonnance du juge chargé des enquêtes préliminaires, Luca Ramponi indique que les suspects sont accusés de diverses manières : fraude procédurale, mauvaise direction, maltraitance à enfant, falsification d'un acte public, violence privée, tentative d'extorsion, abus de pouvoir, utilisation et des blessures très graves. Selon l'acte d'accusation, des fonctionnaires, des travailleurs sociaux et des psychologues auraient participé à une organisation criminelle visant à retirer les enfants de familles en difficulté et à les confier, à titre onéreux, à des familles d'amis ou de connaissances. 
Le 3 août 2019, le maire du Parti démocrate de Bibbiano, Andrea Carletti, voit confirmé son placement en résidence surveillée.

## Traitement médiatique
À la suite de ce qui a été ressenti par la population italienne comme un silence médiatique sur le sujet, des affiches ont fleuri dans toute l'Italie avec la mention Parlateci di Bibbiano (« Parlez-nous de Bibbiano »). Début août 2019, les sièges du Parti démocrate ont également été vandalisés avec ce slogan à Rome et Turin. Un parallèle a été fait avec l'affaire des diables de la région de Basse-Modène (également en Émilie-Romagne), dans les années 1990.
Une polémique a éclaté sur la création par le Parti démocrate d'une commission d'enquête régionale en Émilie-Romagne sur le scandale de la garde illégale des enfants, se chargeant de la présidence et des deux vice-présidents des M5 et de la Gauche italienne, alors que le Parti démocrate qui a ses propres représentants impliqués dans le scandale ne voulait pas parler de Bibbiano.

## Réactions politiques

### Du Parti démocrate
Le sénateur Matteo Renzi du Parti démocrate s'est prononcé contre la récupération politique de l'affaire. Selon Romano Prodi du Parti démocrate, ce sont les médias recherchant la diabolisation et reflets de la dérive d'une certaine société moderne qui sont un problème.

### De Frères d'Italie
La députée Maria Teresa Bellucci de Frères d'Italie a dénoncé l'affaire au parlement. Giorgia Meloni présidente de Frères d'Italie et députée s'est positionnée pour une réaction très ferme de la justice et de la politique contre les éventuels coupables d'abus sur enfants.

### De la Ligue du Nord
Le ministre de l'Intérieur, Matteo Salvini de la Ligue du Nord, a demandé l'ouverture d'une commission d'enquête nationale à ce sujet.
Alessandra Locatelli, ministre aux Affaires familiales de la Ligue du Nord, a également demandé la mise en place d'une commission d'enquête nationale sur l'action des maisons d'accueil chargées des mineurs. Le député Alessandro Morelli de la Ligue du Nord s'est également positionné sur le sujet en appelant à la création d'une commission parlementaire à ce sujet.